# Ethyldimethylamin
Ethyldimethylamin ist eine chemische Verbindung aus der Gruppe der aliphatischen Amine.

## Gewinnung und Darstellung
Ethyldimethylamin kann durch Reduktion von N,N-Dimethylacetamid mit Lithiumaluminiumhydrid gewonnen werden.

## Eigenschaften
Ethyldimethylamin ist eine leicht entzündbare, leicht flüchtige, farblose bis gelbliche Flüssigkeit mit ammoniakartigem Geruch, die mischbar mit Wasser ist. Ihre wässrige Lösung reagiert stark alkalisch.

## Verwendung
Ethyldimethylamin wird als Klebstoff, Dichtstoffchemikalie und Prozessregler eingesetzt. Es wirkt als Zwischenprodukt für quaternäre Ammoniumverbindungen und wird auch als Stabilisator für chlorierte Kohlenwasserstoffe und Vinylderivate sowie bei Polymerisationen von Polyamiden verwendet. Darüber hinaus wird es bei der Herstellung von Polypeptid-Nanogelen mit selbstverstärkten Endozytosen eingesetzt. Es dient auch als Vernetzer bei der Papierveredelung.

## Sicherheitshinweise
Die Dämpfe von Ethyldimethylamin können mit Luft ein explosionsfähiges Gemisch (Flammpunkt −28 °C) bilden.